# Perzsa füzike
A perzsa füzike (Phylloscopus neglectus) a verébalakúak (Passeriformes) rendjébe, ezen belül a füzikefélék (Phylloscopidae) családjába és a Phylloscopus nembe tartozó faj. Egyes rendszerezők a csilpcsalpfüzike alfajának tekintik. 9-10 centiméter hosszú. Délnyugat-Ázsia tölgyerdős, borókás területein él 2400-4200 méteres tengerszint feletti magasságon, télen délebbi területekre vándorol. Többnyire rovarokkal, pókokkal táplálkozik. Áprilistól júliusig költ.

## Fordítás
- Ez a szócikk részben vagy egészben  a   Plain leaf warbler című angol Wikipédia-szócikk fordításán alapul.  Az eredeti cikk szerkesztőit annak laptörténete sorolja fel. Ez a jelzés csupán a megfogalmazás eredetét és a szerzői jogokat jelzi, nem szolgál a cikkben szereplő információk forrásmegjelöléseként.